# Réseau de l'araignée
Le réseau de l'araignée est une composante de l'Association des guides et scouts d'Europe, et qui regroupe les patrouilles libres de la branche éclaireurs de l'association.

## Présentation
Le réseau de l'araignée est un réseau national qui rassemble les patrouilles libres d'éclaireurs de l'Association des Guides et Scouts d'Europe.
Les Scouts d’Europe ont adopté ce système, pour permettre à des garçons de pratiquer le scoutisme, notamment en zone rurale, et développer leur mouvement,avec pour finalité la création de troupes.
Le chef de patrouille (ou CP) est le seul chef reconnu localement ; il lui est confié la conduite de la patrouille. La formation du CP, son encadrement et son suivi font l'objet d'une attention particulière. Un salarié permanent de l'AGSE a la charge de l'administration et de l'encadrement pédagogique du Réseau.
Il n’est pas nécessaire d’avoir déjà été scout pour fonder une patrouille libre (PL). L'association met en avant que certains CP du Réseau n'avaient aucune expérience du scoutisme mais ont pu diriger leur patrouille d'une part grâce à leur motivation, mais aussi grâce au soutien mis en place par l'AGSE.

## Histoire[1]
À l’été 1979, trente-sept patrouilles libres se réunissent sous l’égide de Jacques Mougenot pour le premier Camp de l’Araignée. Ce nombre augmenta rapidement pour atteindre soixante-cinq patrouilles en 1981. Le Réseau de l’Araignée a donné naissance à plus de quatre-vingt troupes malgré une interruption de ses activités entre 1992 et 1995.
Les patrouilles sont numérotées, il est ainsi possible de savoir combien de patrouilles libres ont été créées. En 1996, lorsque le Réseau a été relancé, il a été décidé de reprendre à 501. Actuellement, le nombre a dépassé 850 et la plus ancienne patrouille encore en activité – l’Alligator de Chaumont – porte le numéro 564.
Le réseau rassemble en temps normal une quarantaine de patrouilles libres soit près de 250 jeunes.
En 2014, le réseau campe à Saint-Evroult-Notre-Dame-du-Bois pour le rassemblement de l'Eurojam.

## Symboles

Foulard du réseau de l'araignée

Les patrouilles libres des scouts de France, système créé par Michel Menu, portaient un foulard noir. Les scouts d'Europe ont repris ce foulard et en 1996 ont décidé d'y ajouter un liseré bleu en l'honneur de la Vierge Marie. Le port du foulard de l'Araignée symbolise l'unité et l'esprit d'appartenance au réseau. Quand les patrouilles se retrouvent, elles portent toutes ce même foulard.
Lorsque Jacques Mougenot a créé les patrouilles libres scout d'Europe il leur a choisi pour insigne un badge peu utilisé, celui de tisserand, qui représente une toile d'araignée. Un dessin de Pierre Joubert lui inspire ensuite d'y associer l'araignée comme symbole du réseau.

### Blason
Le fond de l'écusson est constitué d'une partie blanche et d'une partie noire séparées verticalement : cette opposition blanc/noir représente le combat du Bien contre le Mal. La toile d'araignée qui recouvre le fond, l'araignée située en haut à gauche et Saint-Michel Archange situé en haut à droite symbolisent le Réseau et son Saint-patron. Quant à la fleur de lys (en bas), elle signale l'appartenance au scoutisme. Le chevron bleu qui la surmonte rappelle le liseré bleu du foulard, donc la Vierge Marie.

## Catégories de patrouilles
Dans le réseau, les patrouilles sont catégorisées selon leur ancienneté ou leur niveau.
- Les « veuves noires » : ancienne patrouille du Réseau comportant au moins une 1re classe et trois 2e classe.
- Les « tarentules » : ancienne patrouille mais avec un nouveau CP.
- Les « mygales » : nouvelle patrouille créée avec des garçons expérimentés.
- Les « faucheux » : nouvelle patrouille où, dans le meilleur des cas, seul le CP a de l’expérience.